# Whisps
 (novembre 2023).
Le contenu est difficilement compréhensible vu les erreurs de traduction, qui sont peut-être dues à l'utilisation d'un logiciel de traduction automatique.
Whisps est une marque américaine de fromages et de snacks.

## Histoire
Ilana Fischer a travaillé pour Schuman Cheese en 2015 et elle a lancé la marque avec Costco. Fischer déclare : « C'est notre mentalité, notre approche du marché. À qui nous avons vendu dans le magasin où nous nous sommes positionnés. En 2018, ils sont devenus indépendants.
En 2021, John Ghingo, originaire d'Applegate Farms, est devenu le PDG. Plus tard, ils ont organisé un concours où l'on devait manger leur produit pendant un an, et le gagnant a été payé 10 000 $. Plus tard, ils sont sortis avec des miettes de fromage et un mélange de noix.
En 2023, ils ont introduit une saveur Buffalo et des bouchées au fromage et aux bretzels dans la gamme de produits.